# ナウルホエ山
ナウルホエ山（ナウルホエさん、英: Mount Ngauruhoe、マオリ語：ŋauɾuhoe）はニュージーランドの北島、トンガリロ国立公園内にある火山。ランギポ砂漠の西に位置し、タウポ湖南岸から25km南にある。日本語ではナラホイ山、ナルホエ山などの表記も見られる。

## 概要
山の標高は2,291mの高さがあり、均整のとれた円錐形の成層火山である。トンガリロ複合火山を構成する一峰である。
「ナウルホエ」という名称にはいくつかの説があり、throwing heated stones から来ていると考えられている。
山体は、トンガリロ山やルアペフ山などと共にトンガリロ国立公園に指定されている。
1993年にユネスコ複合遺産に認定されている。
トンガリロ一帯の山々は、活火山が多くタウポ火山帯と呼ばれている。中でもナウルホエ山は25,000年前に誕生したと見られ、タウポ火山帯の中で一番遅く山が形成されたと考えられている。ナウルホエ山は1975年から20世紀後半頃まで45回噴火している。
ロード・オブ・ザ・リング (映画シリーズ)の撮影では、滅びの山の主たるモデルに使われた。

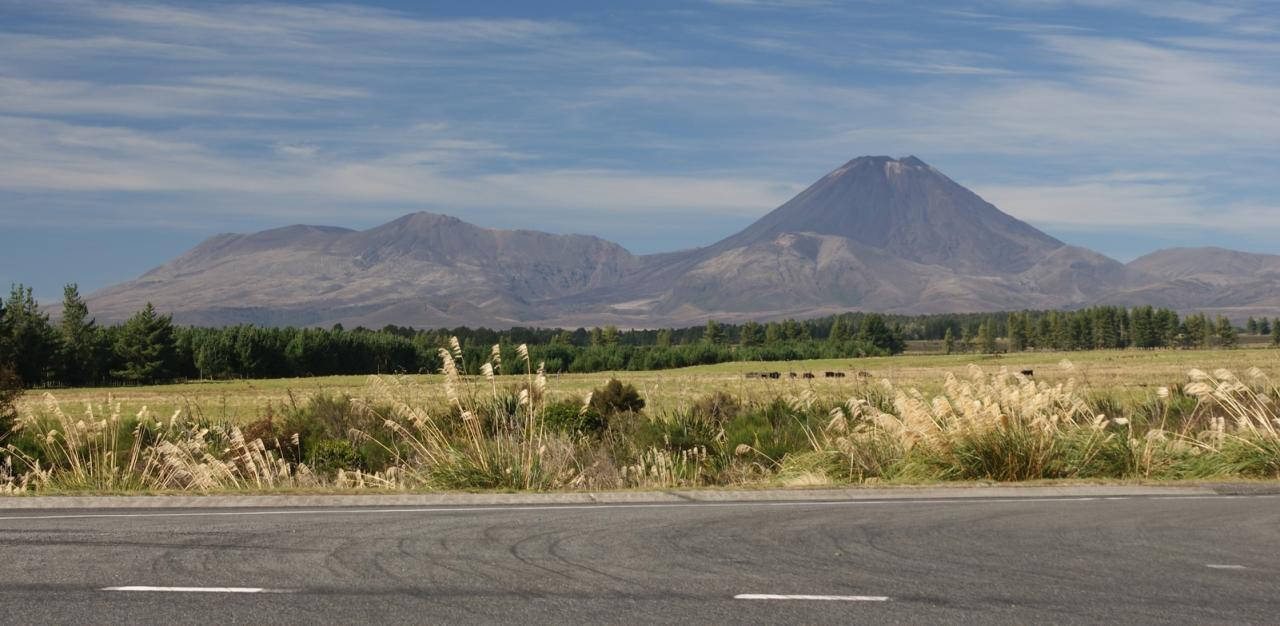
西南西から見たトンガリロ複合火山の全体像。
左がトンガリロ山。右がナウルホエ山。

## ギャラリー

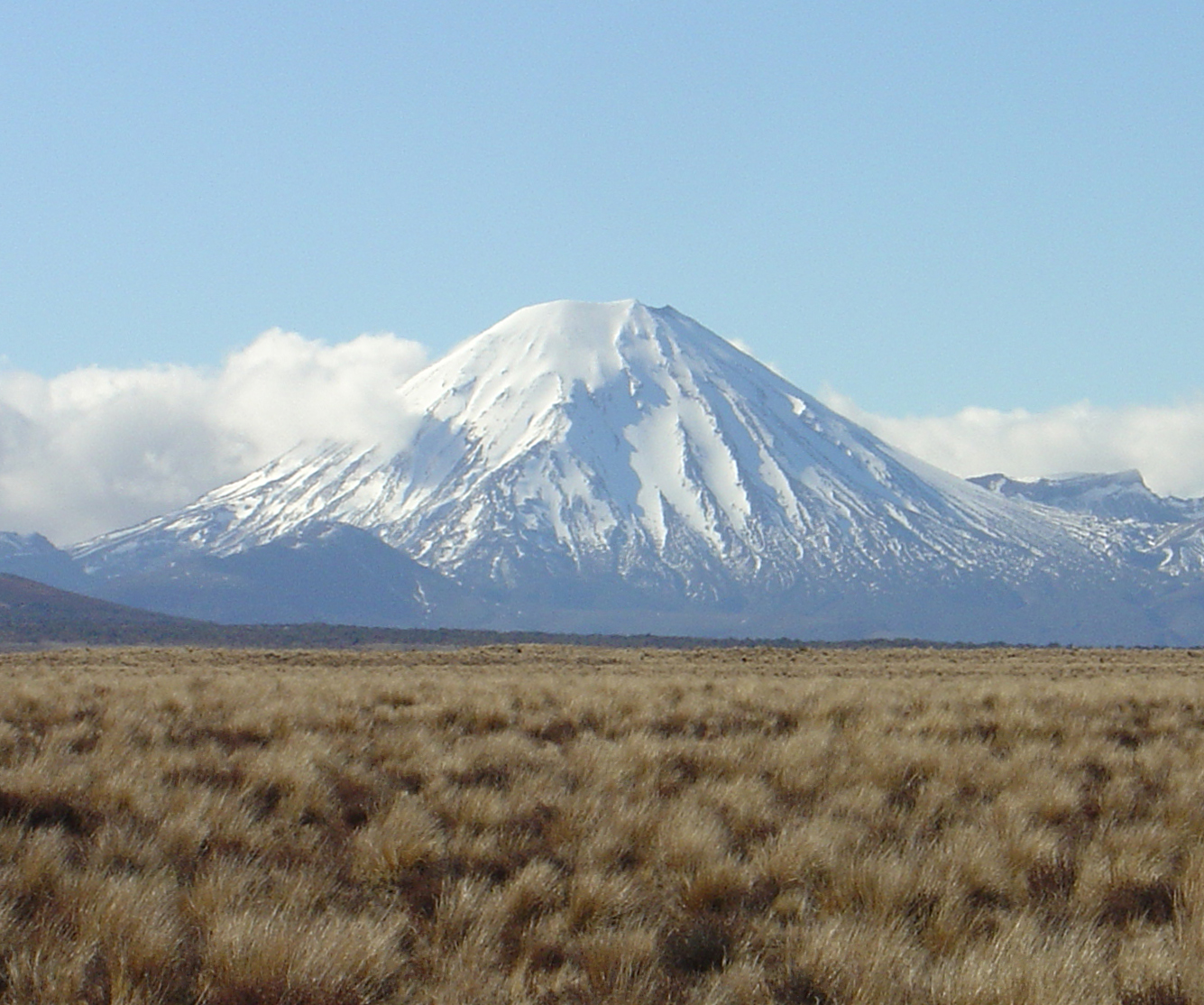
2003年
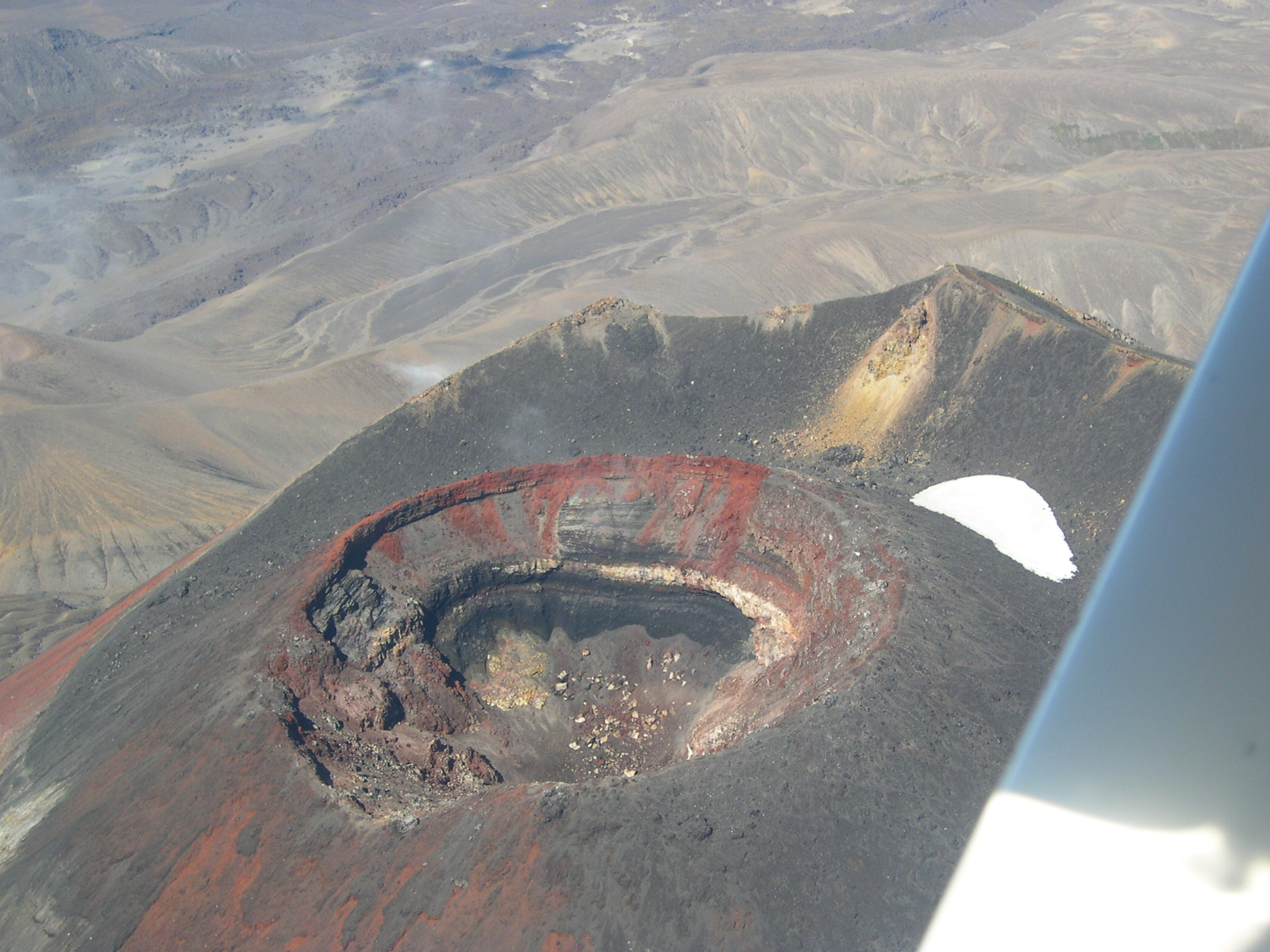
山頂火口
山頂火口